# Jessica Ennis-Hill
Jessica Ennis-Hill, CBE (nascuda el 28 de gener de 1986 a Sheffield), de soltera Ennis, és una ex atleta de pista i camp britànica, especialitzada en disciplines multi-concurs complet i 100 metres amb tanques. Una membre de la City of Sheffield Athletic Club, va ser campiona olímpica de heptatló. També va ser campiona del món, d'Europa i també en pista coberta. Va guanyar el campionat del món, per la primera vegada, el 2009.
Ostenta el rècord nacional britànic per a l'heptatló, pentatló cobert, els 100 metres amb tanques i el salt d'altura a l'aire lliure. Va anunciar el seu retir de l'atletisme el 13 d'octubre de 2016.